# Жан Амери (награда)
Наградата за европейска есеистика „Жан Амери“ (на немски: Jean-Améry-Preis) е преучредена от Роберт Менасе през 1999 г. в памет на австрийския писател Жан Амери и се връчва „за изключителни постижения в областта на критични за своето време, просвещенски есета“.
Отличието се присъжда на всеки две години и е на стойност 15000 €.

## История
Наградата е учредена за първи път през 1982 г. с дарение на Мария Амери, вдовицата на Амери, заедно с издателството, публикуващо съчиненията на Амери, „Klett-Cotta“, и до 1991 г. е присъдена четири пъти. Робърт Менасе използва финансовата подплънка на присъдената му през 1999 г. Австрийска държавна награда за културна публицистика като основа за възраждането на наградата „Жан Амери“, която започва да се присъжда редовно от 2000 г.
В независимото жури през годините са участвали Гюнтер Кунерт, Хелмут Хайсенбютел, Хайнц Лудвиг Арнолд, Карл-Маркус Гаус и Волфганг Бюшер. Настоящото жури (от ноември 2015 г.) се състои от Роберт Менасе (председател), Ласло Фьодени, Михаел Крюгер, Гила Лустигер, Кристина Вайс и Клаудио Магрис (почетен член на журито).
От 2015 г. издателство „Klett-Cotta“ и фондация „Allianz“ в сътрудничество със списание Eurozine придават на наградата по-голям европейски фокус.

## Носители на наградата
- 1982: Лотар Байер
- 1985: Барбара Зихтерман
- 1988: Матиас Грефрат
- 1991: Райнхард Меркел
- 2000: Франц Шу
- 2002: Дорон Рабиновичи
- 2004: Михаел Яйсман
- 2007: Драго Янчар
- 2009: Имре Кертес
- 2012: Дубравка Угрешич[1]
- 2016: Адам Загаевски
- 2018: Карл-Маркус Гаус[2][3]
- 2020: Иван Кръстев[4]